# Majdan Sobieszczański
Majdan Sobieszczański – wieś w Polsce położona w województwie lubelskim, w powiecie lubelskim, w gminie Niedrzwica Duża.
| SIMC    | Nazwa       | Rodzaj    |
| ------- | ----------- | --------- |
| 0386815 | Leśniczówka | część wsi |

W latach 1975–1998 miejscowość administracyjnie należała do ówczesnego województwa lubelskiego.
Wieś stanowi sołectwo gminy Niedrzwica Duża. Według Narodowego Spisu Powszechnego z roku 2011 wieś liczyła 176 mieszkańców.
Wierni Kościoła rzymskokatolickiego należą do parafii św. Bartłomieja Apostoła w Niedrzwicy Kościelnej.

## Historia
Majdan Sobieszczański folwark w powiecie lubelskim, gminie i parafii Niedrzwica. Rozległy na mórg 110 w tym: grunta orne i ogrody mórg 77, łąk mórg 6, lasu mórg 27, budynków z drzewa posiadał 8. Folwark ten w roku 1873 oddzielony został od dóbr Sobieszczany z nomenklatur C.

## Urodzeni w Majdanie Sobieszczańskim
Stanisław Stefanek – ksiądz biskup, polski duchowny rzymskokatolicki, chrystusowiec, doktor nauk teologicznych w zakresie teologii biblijnej